# Juhász Tibor (festő)
Juhász Tibor (Budapest, 1978. március 29.) kortárs magyar festőművész.
Témája mindig a szerelem és ösztön együttes ábrázolása, képei az érzelem és a testiség között egyensúlyoznak.
Festményein szívesen használ erős, tiszta, vibráló színeket, stílusát a modern graffiti és a szecesszió keveredése jellemzi.
2009-ben készült képei az északi, északkeleti országokban arattak nagy sikert. 2010-ben készült képei Bristolban, Manchesterben és Tokióban kerülnek bemutatásra.

## Élete

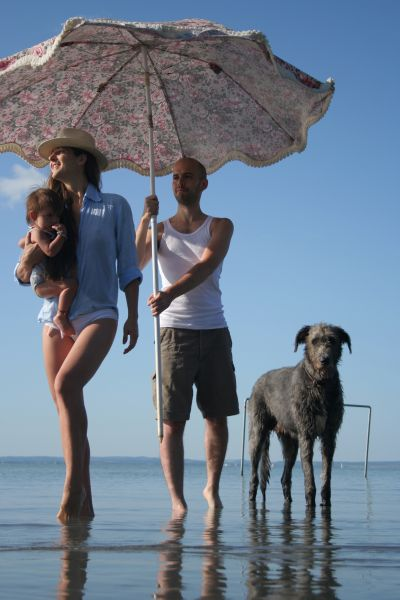
Családi kép

Székesfehérváron élt 20 éves koráig. Miután nem vették föl a programtervező matematikus szakra, elutazott Kijevbe, majd továbbment Minszkbe és hosszabb-rövidebb megszakításokkal 4 évig ott élt. Ezután a Tallinn, majd Tartu városában élt 3 évig. Magyarországra visszatérve Szegedre költözött, aztán rövid ideig Budapesten élt, ahol megismerkedett feleségével. Jelenleg Székesfehérváron él családjával.
15 évesen kereste fel a Székesfehérváron akkor már ismert Kovács Árpád festőművészt, aki egyedül őt fogadta tanítványául.[forrás?] A fiatal Juhász Tibor ezekben az években sajátította el mindazt, amit az akadémiai stílusból megtanulható volt. Későbbiekben sokszor tért vissza mesteréhez. Külföldi utazásait már fiatalon festményeinek eladásából finanszírozta. Miközben stílusát otthon, önmagának festve formálta ki, közben megélhetését populáris képekből biztosította. Témáit sokáig meghatározta a népművészet, az utazások során magyar és más népek motívumait gyűjtötte, tanulmányozta, másolta.
Az akkori képek hangulatát a népművészet évszázadokon keresztül kiforrott motívumrendszere, a XIX. század plakátművészete, és a modern graffiti határozta meg. Fontosnak tartja a pontos rajzot, az érzelmek kifejezését a festék segítségével.
Elsősorban Frans Hals, Chagall és Schiele munkáit tartja példaértékűnek önmaga számára, valamint érdeklődve figyeli a graffitisek, mint a városi népművészek munkáit.
Nagyméretű, látványos képeket szeret alkotni, melyek egyrészt lakberendezési design elemként is helyt állnak, másrészt azonban fontosnak tartja, hogy a látvány mögött tartalom is legyen, amelyből a néző energiát meríthet.

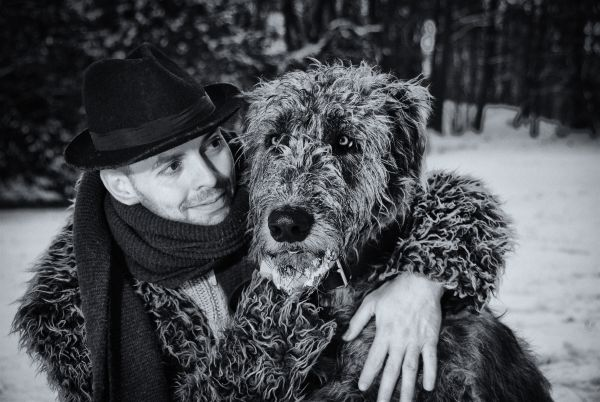
Juhász Tibor 2010

## Kritikák
"A vér, a szenvedély és közelség: ezt ragadja meg Juhász Tibor. Belenézhetünk egy pár életébe, intim viszonyba kerülünk mi is velük, ott vagyunk az ágyon, a kanapén, benne vagyunk mi is a pillanatban. Szeretem a színeit. Meleg színek, a narancs, a langyos kék, a fáradt rózsaszín, a foszló szürke. A színei pihentetik a szemet: nem harsányak, mint ahogy az intimitás sosem harsány: a szerelem nem mindig lobogó tűz, nem vörös és nem fekete: a szerelem higgadt és harmonikus: és erről a harmóniáról árulkodnak a megfestett szeretkezések. Ahogy két test egy képpé lesz. Egységgé, összetartozóvá. Egymásban oldódnak a párok, egymásban és a szerelemben. Megint egy verssel hozakodom elő, a kedvenc szerelmes versemmel. Szőcs Géza írta, és a címe kettős szonett. Ugyanarról az összeborulásról, determináltságról beszél, mint amit Tibor képein látok. És ugyanolyan színekkel."[forrás?] – Karafiáth Orsolya
"Számomra ezek izgalmas, erőteljes "férfi képek", melyekben én ott látom az egybeolvadásban is az autonómiát (bizonyos szempontból magányt), és az eggyé válásban levő hazatalálást."[forrás?] – Spitzer Gyöngyi (Soma)
"Juhász Tibor a személyiség nyílt és közvetlen kitárulkozásának mai igényét a társas kapcsolatok vállalásával köti össze. Erkölcsileg ez mindenképpen elismerést érdemel. A művészi kifejezésben aztán ez a szándék a másokat is körülvevő belső terek sokoldalú tervezéséhez és alakításához igazodik, a design alkotási módhoz. Itt a fiatal festő hasznosságra törekvő rokonszenves szerepvállalását emelhetjük ki. Juhász Tibor ezen irányválasztása nem mindennapi példának számít a szakmában.
Kérdés, hogyan bánik ezzel a design alkotási móddal. Bemutatkozó festménysorozata az eddigi összegzés sikerét bizonyítja. Régről ismerjük a színek érzelmi és hangulati hatását. Juhász Tibor tudatosan és jól alkalmazza ezt. A lendületesen festett felületek élénk, változatos és gazdag színvilága az emberi szenvedély kiteljesítő tulajdonságát hordozza. A mozgásban megformált alakok pedig nő és férfi egymáshoz kötődésének gazdagságát jelenítik meg. Ezek a színek és formák ezáltal elemi és felfokozott szenvedélyeket sugároznak. Fontos szerepet töltenek be a képek felépítésében a fehér és a vörös színfoltok. Juhász Tibor ezekben a hangsúlyos színfoltokban a szenvedély tisztaságát és izzását fejezi ki."[forrás?] – Székelyhidi Ágoston író, művészettörténész
"Festményein különleges szerep jut a vászon fehérségének, mivel minden ecsetvonás végleges, megváltozhatatlan. Dominálnak a színek, amik ösztönös módon teremtenek sajátos, egyedi hangulatot képeinek. A formák ezzel szemben mégis a figurális festészet szigorú szabályainak megfelelően kerülnek kidolgozásra, amik viszont határozott és erőteljes hatást kölcsönöznek minden egyes alkotásnak. Nem véletlen, hogy így a szemlélődő önmaga is átélheti a képek megismerése során, hogy milyen érzés lehet "Elfogyni egy ölelésben". Nem törekszik a tökéletességre, mégis, a spontán ösztönösség, a színek, és a szabályok ötvözete tökéletessé teszi a képeket."[forrás?] – Látrányi Viktória

## Galéria

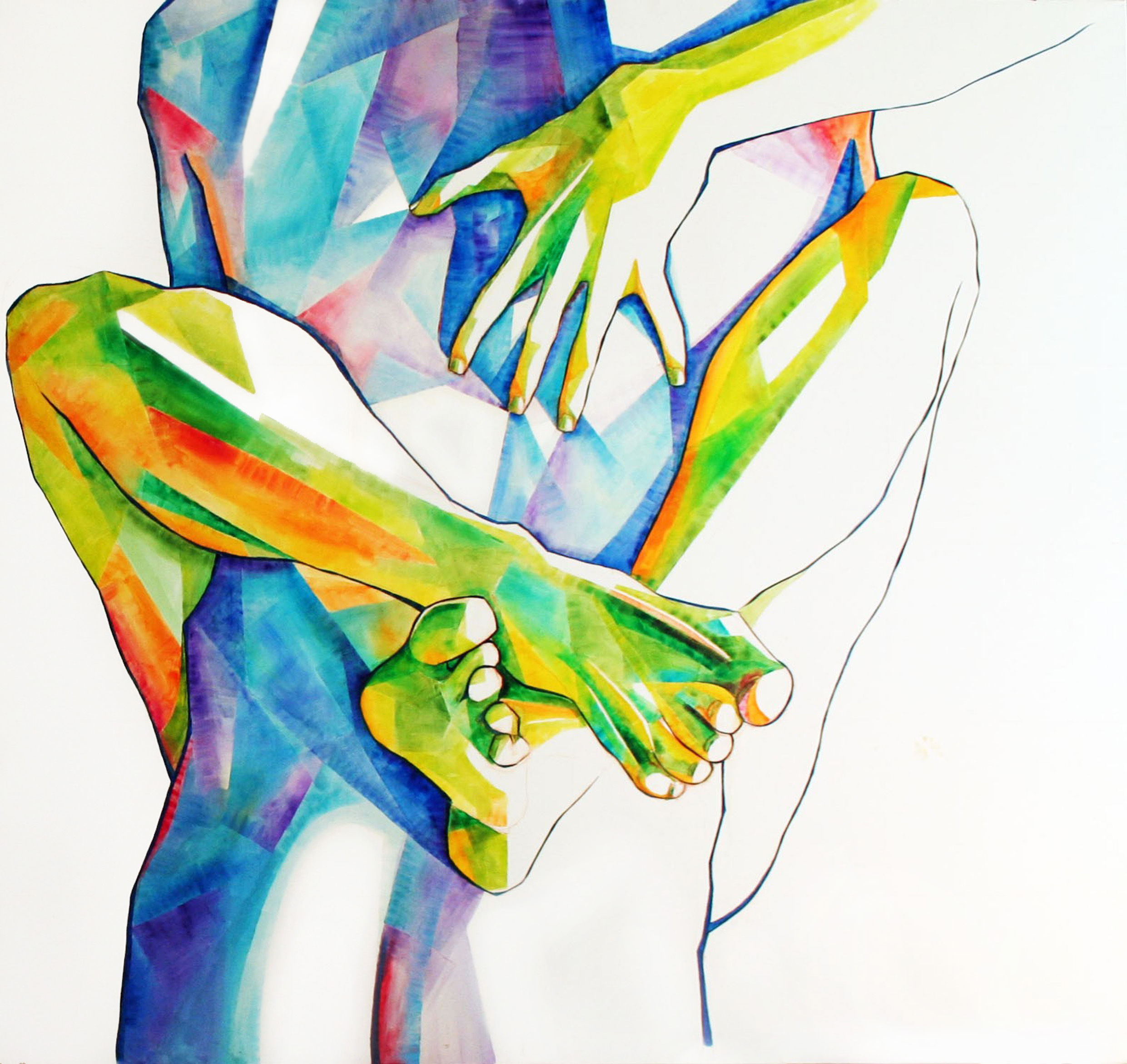
Délután 5 óra
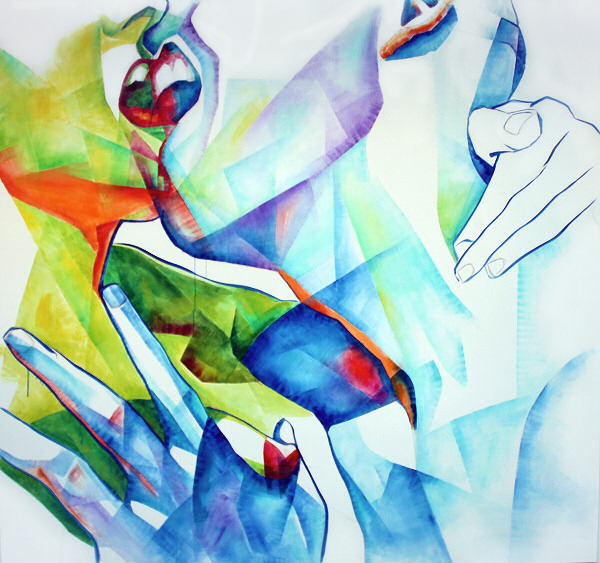
Ragadozó

## Külső hivatkozások
- Juhász Tibor (hivatalos weboldal)
- Képcsarnok (Budapest, Pécs, Székesfehérvár)
- Hangtér Galéria (Budapest)
- Mayflower Art Gallery (Budapest)